# Argia botacudo
Argia botacudo uma espécie de libélula da família Coenagrionidae, que ocorre na América do Sul, incluindo no Brasil.